# Carnaval de Villanueva y Geltrú
El Carnaval de Villanueva y Geltrú es uno de los más tradicionales de toda España.[cita requerida] Su historia se remonta a más de 250 años de antigüedad y su acto más espectacular son "Las Comparsas" ("Les Comparses"), donde 3.000 personas salen a la calle con sus sociedades y acompañados por más de 30 charangas o banda de música provinentes de toda España. Los comparseros van en pareja, ellos com el típico gorro catalán "barretina" y ellas con mantón de Manila, tiran caramelos por las calles hasta llegar a la guerra final en la Plaza de la Villa, donde todas las sociedades se reúnen al son de la música del Turuta para tirar caramelos a todo el mundo.

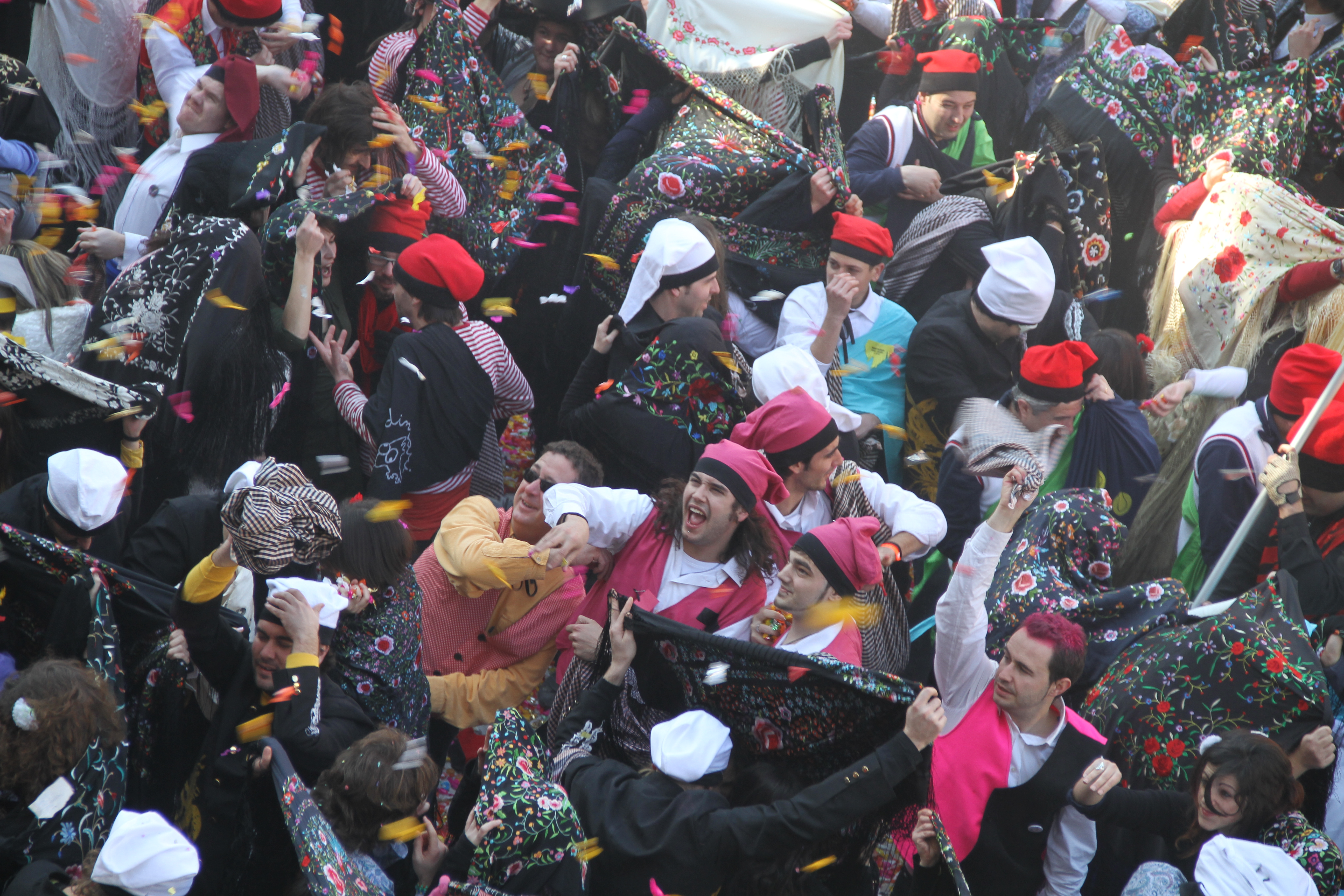
Domingo de Comparsas en Vilanova y la Geltrú.

## Resistencia del Carnaval de Villanueva y Geltrú
El 3 de febrero de 1937, una orden fechada en Burgos prohibía el Carnaval en todo el territorio que controlaban las tropas franquistas. El año 1939 esta orden se haría extensiva a todo el Estado español con el triunfo de las tropas sublevadas del general Franco.
Sin embargo en Villanueva y Geltrú se hizo caso omiso de esta orden, siendo el único Carnaval que se celebraba en los primeros años del Franquismo en España. Se siguió celebrando el carnaval, discretamente, pero abiertamente. Primero volvieron los bailes de máscaras en las sociedades recreativas y culturales, para, en la década de los cincuenta, acabar saliendo a la calle con la cara tapada el Sábado de Mascarots. Durante aquellos años, las décadas de los cincuenta, sesenta y setenta, el Carnaval de Villanueva se convirtió en el Carnaval de Cataluña y el tipo de fiesta que era el Carnaval y de la manera de celebrar la que tenían los vilanovinos aprendieron muchos catalanes y catalanas , y también grupos escénicos como los Comediants, que pasaron por aquellos Sábados de Mascarots más de cuatro y cinco años seguidos, y los primeros miembros de la Fura dels Baus. Más adelante, otras poblaciones también siguieron celebrando a pesar de la prohibición el Carnaval, algunas cambiando las fechas para convertirlas en fiestas en la Primavera, otros cambiándole el nombre , lo cual se hizo también en Villanueva llamándolas "Fiestas de Invierno", pero la diferencia entre el carnaval vilanovino y el de la mayoría de estas otras poblaciones estaba (y aún sigue estando - este momento) en que Villanueva continuaba celebrando la fiesta siguiendo el calendario tradicional de los actos carnavalescos, que de año en año aumentaba de días.
Ya en la década de los sesenta Villanueva abría el Carnaval el Jueves Lardero, con la Xatonada. Hoy esta fecha de inicio del Carnaval se ha convertido en común en toda Cataluña, pero durante los años de prohibición franquista el Jueves Ladrido no era más que otro día de la semana. El Jueves Lardero se celebraba (y se celebra todavía) con una cena en el ámbito familiar, que hoy se ha extendido a los grupos de amigos, que como su nombre indica era el idóneo para seguir todo el ritual de la "Xatonada": primer plato de xató, segundo plato de tortillas, y de postre merengue. Posteriormente esta cena del Jueves Lardero, que los villanovinos supieron conservar y divulgar, ha pasado a la esfera pública, se ha popularizado y hoy constituye una señal de identidad de la ciudad, y de toda la comarca. Tras la "Xatonada" llegaba, el sábado, la Noche de Mascarots, noche dedicada al juego del equívoco y la mistificación de roles personales, un rol en el que sobresalen las personas que uno menos espera.
A partir de finales de los cincuenta ya se volvieron a celebrar las Comparses (las guerras de caramelos), y el Miércoles de Ceniza, último día del Carnaval, se celebraba el entierro de la sardina con un animado baile de disfraces y posterior lectura del Testamento de Carnaval, en el teatro de la Cofradía de Pescadores. Hacia la década de los setenta aquellos tres actos del Carnaval en la ciudad, fueron creciendo y llenando el calendario.
Con el final del Franquismo el Carnaval se acabó por desarrollar y se recuperó la celebración del Arrivo, la llegada del Rey Carnestoltes y la lectura del Sermón público, satírico e incluso procaz, pero sin censura de ningún tipo, en la Plaza de la Villanova i la gertru.

## Sábado de Mantones (Dissabte de Mantons)
El Carnaval empieza dos sábados antes del Miércoles de Ceniza, se inicia con el "baile de Matones" (Ball de Mantons). Un baile de gala donde las parejas van a disfrutar la música de las orquesta y a lucir sus Mantones de Manila.El Baile está organizado por las diversas entidades, las cuales se agrupan para organizar diversos espacios donde se celebran esos bailes.

## La Merengada
El jueves lardero, los niños y niñas de Villanueva y Geltrú salen a la calle a lanzarse merengue y van en ruta desde una pastelerías a otra. Por la noche las sociedades y muchas casas particulares comen el tradicional Xató, plato típico de la ciudad, una ensalada bañada con una salsa que da nombre al plato. En esta cena también hay tortillas de gustos varios, merengue y "coques de llardons".
La merengada nació el año 1972, cuando Jaume Blanch padre, de la Pastelería Blanch de Villanueva y Geltrú, decidió hacer un merengue gigante como anuncio de la pastelería. Aquel merengue se hizo tan famoso, que al llegar las salidas de las escuelas que hay cerca de la pastelería los niños lo pidieron, y el señor Jaume no pudo evitar sacarla de la pastelería y dejarla en medio de la calle, para que los niños empezaran a comer, a embadurnarse y a jugar con el merengue. Dado el éxito, esta tradición se repitió año tras año, hasta que el pastel de merengue era tan grande que no cabía por la puerta y se decidió montar un sistema con polea para poder tirarlo desde el balcón hacia el centro del calle y hacerla bajar.
Años después se han sumado la mayoría de pastelerías de Villanueva y Geltrú, junto con el ayuntamiento y la Federación de Asociaciones para el Carnaval que organizan grandes batallas de merengue ya sea en la Plaza de la Villa o en la Plaza del Mercado, muy próxima a la pastelería Blanch.
Esta tradición ha evolucionado hasta convertirse en tradición también para los adultos. Por la noche, todas las entidades se reúnen para comer la Xatonada, cena típica de Jueves Lardero en Villanueva y Geltrú, menú formado por la ensalada de escarola , rábanos, aceitunas, bacalao desmigado, atún fresco y anchoas con salsa de xató elaborada con almendras, avellanas, ñoras, ajo, aceite, vinagre y sal. De segundo plato, se comen las tortillas entre las que no faltan las de alcachofa, judías con morcilla y patata y cebolla. La comida finaliza con el merengue, la cual normalmente no se puede comer porque el vecino se encarga de tirártela si puede a la cara. Durante la Xatonada muchas entidades tienen la costumbre de hacer aparecer un personaje social que pronuncia satíricamente un sermoncillo crítico e interno, preludio del sermón general. Después, puntualmente a medianoche diversas entidades se retan en la Plaza de las Coles, también conocida como la plaza de la Verdura, para hacer una gran merengada de adultos.
Por desgracia, algunos gamberros jóvenes han vandalizado la fiesta (son minoría) y lanzan huevos, harina y espuma de afeitar por la calle, cosa totalmente prohibida por el Bando de los Huevos.El Ayuntamiento y las Pastelerías de la ciudad ponen a disposición de todos los ciudadanos mangueras de merengue a precios populares (1 €) para evitarlo.

## La Llegada (L'Arrivo)
En diversos Carnavales de Cataluña, especialmente los celebrados en la comarca del Garraf, se utlitza la palabra "arrivo" para referirse a la llegada de Su Majestad el Rey Carnestolendas. La palabra, de origen veneciano se utiliza en Villanueva y Geltrú desde los inicios del siglo XVIII.
Mientras en Villanueva y Geltrú se ha mantenido la ortografía de la palabra "arrivo" intacta, en otras ciudades se ha modificado, cambiando la "v" por una "b", de manera que en Sitges y Barcelona, por ejemplo, se dice "Arribo".
Ese viernes de Carnaval, una rua invade la ciudad, donde la sátira es más importante que los trajes. La crítica a los políticos locales y a la gente de la ciudad, se hacen con gusto y saña. El rey Carnestolendas, el rey del Carnaval, suele ir en la última de las carrozas y él y su séquito de concubinas y otros personajes como su secretario (que suele ser el escogido para leer el Testamento de su Majestad el Miércoles de Ceniza) irrumpen en la plaza de la Villa, y hacen su sermón siempre crítico y satírico con un gran espectáculo preparado por una sociedad de la ciudad. Finalmente, por la noche, hay bailes en las sociedades y en una gran carpa llamada L'Envelat (entoldado)

## Sábado de Mascarotas (Dissabte de Mascarots)
El sábado se inicia, por la mañana los actos deportivos, donde algunas las sociedades salen a la calle con mofas deportivas. El rey Carnestolendas visita los mercados, las casas de ancianos, acompañados con las banderas de las comparses y con charanga.Por la rambla, el "Baile de los Malcasados" ("Ball de Malcasats") , danza al son de la música y recita sus versos de parejas. Por la noche, sale el "pájaro caliente" ("Moixó Foguer"). Una antigua tradición donde un hombre o mujer untado de miel recorre la calles más céntricas de la ciudad, dentro de una caja llena de plumas. Más tarde, las sociedades salen por la rambla principal con sus disfraces y carrozas. Finalmente el baile de la plaza de la Villa, cierra la noche de vísperas del gran día.

## Llegada del Caramel (Arribada del Caramel)
Por la tarde, llega el rey de los más pequeños,Caramel, con un pasacalles. Surge de una olla en la plaça U d'Octubre donde unos 4000 niños esperan su llegada. Anteriormente, los niños quedan en sus escuelas con su bandera para ir hasta la plaza U d’Octubre con el himno del CarnavalEl Turuta por las calles. Al llegar a la plaça U d'Octubre, en una olla preparan a Caramel y cuando llega, hay un pasacalles con charangas locales y al acabar, las familias se ponen a bailar con un grupo de animación infantil o un DJ.

## Pájarillo Hoguero (El Moixó Foguer)
"Bestia con plumas, morbosidad de lo que se intuye pero que no se ve. De vez en cuando se abre la caja y una silueta desnuda embadurnada de miel y emplomada, sorprende a todos con su aparición. "
Durante el Carnaval, el sábado por la tarde-noche, un personaje disfrazado de pájaro, embadurnado con miel y recubierto de plumas, recorre las calles de la villa seguido por su séquito.
Este un personaje característico de la tradición catalana carnavalesca, que había estado presente en muchos otros lugares y que en la actualidad sólo se conserva vivo en Villanueva y Geltrú gracias a la contribución de la entidad Orfeó Vilanoví.

### Historia
Según Joan Amades, esta representación es originaria de la época medieval, representadas seguramente por juglares y artistas de calle para atraer público y recoger alguna moneda.
Durante la época de Carnaval, en las tierras del Penedés y Campo de Tarragona se había popularizado una representación teatral a cargo de tres individuos.
- El primero figuraba ser el dueño de dos personajes estrafalarios más que aseguraba tener escondidos dentro de una jaula, con la que recorrían las calles de las villas que visitaban. Dentro de la jaula había:
- Un hombre con un vestido cubierto de higos secos (el Figuetaire) y
- Otro que figuraba ser un pájaro (el 'Moixó Foguer').

El Diccionario Amades describe estos dos personajes de la siguiente manera: "El que representa el pájaro va con un vestido de punto muy ajustado al cuerpo, cubierto por alguna sustancia pegajosa, que algunas veces es miel, encima de la cual se extiende una cantidad de plumas para darle la visión del propio plumaje de un pájaro (...). El otro compañero suyo va vestido con una camisa de mujer, aunque completamente recubierta de higos secos bien cosidos ".
Esta representación se iniciaba con la llegada de la comitiva en la plaza del pueblo, encabezada por el dueño. Este anunciaba que tenía un pájaro para vender y cuando alguien se interesaba por verlo, después de un poco de regateo, el 'Moixó Foguer' y el Figuetaire salían disparados entre la multitud que miraba la escena, especialmente niños, haciendo un gran ruido y griterío y saltando encima de todos. El Moixó persigue el Figuetaire con el objetivo de arrancarse las higos y comérselos, ensuciando todo el mundo a su paso.
La representación volvía a empezar cuando el dueño capturaba a los dos personajes y entraba dentro de la jaula, iniciándose de nuevo el trato y la apuesta.

### El Moixó Foguer
El Moixó Foguer es un personaje conocido de la ciudad (pero nunca revelado quien es) que, completamente desnudo, lleva el cuerpo embadurnado de miel y cubierto de plumas.
Pasea por las calles de la ciudad dentro de un baúl situado encima de una carroza. Acompañado por una comitiva de gente en Camisón de dormir, una charanga y el charlatán, de vez en cuando abre la tapa y esparce plumas a raudales.
El charlatán, personaje recuperado desde el 2001, pregona las virtudes de este personaje emplomado sin explicitarlas, hablando de lo que no se ve pero se intuye.
Esta tradición es llevada a cabo por el Orfeo Vilanoví , que cada año renueva el Moixó y la figura del charlatán.

## Baile de Malcasados (Ball de Malcasats)
Este baile se recuperó con la voluntad de la Agrupación de Bailes Populares (Agrupació de Balls Populars) recuperar un baile hablado de los muchos que existían antiguamente y que se habían representado en Villanueva.
Buscando datos y documentación sobre estos bailes se eligió el Baile de Malcasats que antaño se había bailado en Villanueva y Geltrú. Según las fuentes consultadas este baile ya salía el año 1860 y desapareció antes de 1936. Más recientemente el año 1959 un grupo de jóvenes lo representó para la fiesta mayor de la Geltrú por última y única vez.
Es un baile hablado, es decir de una representación de teatro popular primitivo, que se representaba por los pueblos en sus fiestas mayores, en las plazas y calles.
Los personajes del baile son por una parte los representantes de la autoridad y por otro las parejas mal avenidas que van exponiendo sus problemas ante sí, todo en un tono satírico y divertido.
En el baile domina el diálogo y la representación por encima de la danza y el movimiento, es por ello que no pareció demasiado adecuado para ser incorporado a la actual pasacalle de la Fiesta Mayor de Villanueva y Geltrú.
El carácter satírico que se podía dar al diálogo, la recreación en la caracterización de los personajes, la voluntad de hacer algo para ayudar a realzar un poco más el sábado de carnaval, animaron a hacer que salir a la calle en estas fechas, adaptado a esta fiesta.
El Baile de Malcasats se recuperó en Villanueva y Geltrú el sábado de Carnaval 4 de marzo de 2000.

## Domingo de Comparsas (Diumenge de Comparses)
El domingo de Carnaval, a las 9 de la mañana salen "Las Comparsas" de las más de 65 sociedades. Una 110 banderas con sus respectivas charangas o bandas de música, van anárquicamente por la ciudad, saltando y bailando. Finalmente se reúnen en la guerra de caramelos final en la plaza de la Villa. Por la tarde las parejas van a los bailes de las sociedades o a la plaza de las Coles, donde se bailan los tradicionales bailes ochocentistas de las Danzas de Villanueva.

## Las comparsas (Les Comparses)
Las 'Comparsas' son uno de los actos más populares del Carnaval y sin duda alguna, el que tiene más participación, ya que la pregunta que ronda semanas antes de Carnaval para el pueblo siempre es "Sales a la Comparsa?".
Las comparsas se hacen por parejas, las cuales deben inscribirse en alguna de las más de sesenta asociaciones que participan, como federadas o no. Se estructuran en un centenar de banderas infantiles, juveniles y adultas, acompañadas cada una de ellas por una formación musical de un mínimo de nueve músicos que interpretan, sobre todo, El Turuta, marcha que en el tiempo se ha convertido en un himno tácito e inamovible de esta fecha. Otras marchas muy audibles durante el Domingo de Comparses y sobre todo en la plaza de la Villa, son, como ya hemos dicho, El Turuta, Amparito Roca, del maestro Teixidor y Paquito el Chocolatero con su peculiar baile.

### Vestido
Cada entidad presenta en sus comparsers un uniforme diferente:
Banderas por edad, que no tienen menos de 50 parejas.
- Los hombres llevan chaleco, americana, camisa o pañuelo diferentes, identificando así con la entidad de procedencia.
- Las mujeres llevan vestido y mantón de Manila, adornado su cabeza con uno o dos claveles que en la actualidad presentan diversidad de colores. Los colores de los claveles siempre han sido blancos, rojos o una pareja combinada. En los años 90 se empezaron a introducir las variables de color en las asociaciones usando para ello los colores de su entidad. Las Asociaciones como Sant Joan, Dansaires fueron de las primeras en usar los colores morados, o celestes combinados con los blancos. Todos estos claveles estaban hechos a mano. Ana Valero Díaz, nacida en Hinojos (Huelva) y afincada desde el año 1985 en la población, junto a su familia fue la artesana que aporta la nueva tendencia que actualmente le confiere al vestuario de las mujeres un toque distintivo y personalizado.

### La Fiesta y La Música
El desfile de las comparsas se realiza por toda la ciudad, a ritmo de El Turuta, bailando y bailando sin parar durante toda la mañana. La culminación de la fiesta se hace en varias concentraciones-batallas de caramelos, proyectiles autorizados e insustituibles durante este día, en la plaza de la Villa, entran unas 20 banderas por concentración, en paz y saltando al sonido de El Turuta dando vueltas a la estatua de José Tomás Ventosa y Soler, que preside la plaza, hasta que desde el balcón del Ayuntamiento se dice la frase (dicha por Josep Manuel Pereira "vilanovinos, vilanovinas, comparseros y comparseras, la plaza es vuestra! " y empieza una impresionante lucha de caramelos entre banderas. Después, en la misma plaza con los mismos comparsers se baila Paquito el Chocolatero con el peculiar baile y justo después se corean todo tipo de cánticos, desde el famoso "Oeoeoé!" hasta "Es de Sitges quien no bote". Por último se baila un pasodoble, habitualmente el Amparito Roca.

## Danzas de Villanueva (Danses de Vilanova)
Por la tarde, se bailan en la plaza de las Cols las "Danses de Vilanova" y Bailes ochocentistas, presentando estos la particularidad de que cada hombre es flanqueado por dos mujeres.
Las Danzas de Villanueva presentan los movimientos de paseo, punto plano, galope y paseo de salida. Actualmente son interpretadas por una cobla, aunque esta tradición es muy anterior a la aparición de este tipo de formaciones musicales.

## Lunes de Carnaval (Dilluns de Carnaval)
El lunes por la tarde salen los niños por las calles en tres pasacalles hasta la plaza de la Villa, donde hay el "Baile de los papelitos" ("Ball dels Paperets"), allí los niños bailan al son de una orquesta o grupo de animación. 
A partir de las 7 salen los Coros d'en Carnestoltes, grupos que cantan canciones satíricas por las calles, bares o sociedades.

## El Vidalot
Durante el Carnaval, e integrado dentro de los actos del Carnaval infantil, el lunes por la tarde tiene lugar la comparsa del Vidalot: una rúa infantil formada por niños, niñas, padres y madres disfrazados que recorren las calles de la villa y se reúnen en la Plaza de la Villa, donde tiene lugar el Baile del Vidalet.
Antiguamente, el desfile era encabezada por el personaje del Vidalet, un joven bufón vestido de rojo y verde que llevaba el estandarte o pendón, detrás del que desfilaban todos los niños disfrazados. El acto no evolucionó y fue perdiendo popularidad a finales de los años 90, hasta el punto que el personaje del Vidalet se perdió.
A partir del año 2006 se integran en la rúa nuevos personajes y se da una nueva dimensión a la comparsa y al baile, dando mucha importancia al factor "papel" (los papelitos de colores o confeti, las tiras y figuras de papel, etc). Los nuevos personajes representan figuras de papiroflexia parecidas a pajaritas, y conducen unos ingenios fantásticos que lanzan confeti. El Baile del Vidalet pasa a llamarse Baile del Paperet y su punto culminante es una gran lluvia de papelitos. Se crea también una canción para el acto. A pesar de los cambios, la rúa o comparsa del Vidalet mantiene su nombre.

## Coros de Carnaval (Els Coros de Carnestoltes)
Durante el Carnaval, el lunes por la noche, algunas entidades sacan a la calle los Coros de Carnaval.
Éstos son formaciones mixtas de cantores que, sobre músicas normalmente conocidas, han escrito letras bastante punzantes sobre los hechos acaecidos en la ciudad en los últimos tiempos.
Los diferentes Corosvan recorriendo la ciudad "hiriendo" el gusto musical de los oyentes deteniéndose en diferentes lugares emblemáticos de Villanueva y Geltrú, y bares y tiendas que, previamente, ya han acordado la actuación.
Finalmente acaban cantando en un escenario de la ciudad (Teatro Principal, Teatro de Círculo Católico ,...)

## Martes de Vidalot (Dimarts de Vidalot)
El Martes de Carnaval, es el Vidalot, las diversas entidades organizan las comparsas del Vidalot, las cuales salen a la calle detrás de sus banderas o peñón del Vidalot (las mismas que en las Comparsas), llevadas por este personaje. Antiguamente, lejos de la masificación actual, el Vidalot sorteaba las parejas de manera arbitraria y caprichosa, con bastante mala sombra, para conseguir los resultados más esperpénticos .Los comparsers del Vidalot llevan escobas y limpiacolchones a la vez que lanzan a quien se lo mira cebada y maíz.
Actualmente el Vidalot ha quedado reducido a encuentros de grupos de amigos que disfruta de esta festividad sin la masificación, durante el ya pasado fin de semana, de observadores y gente de fuera de la ciudad. Encontrándose todos después de cenar en un baile en la carpa, donde la fiesta no para hasta las 6 de la mañana.

## El Entierro (L'enterro)
Finalmente el miércoles de ceniza, en el Teatro Principal, se apre la casa mortuoria del Rey Carnestoltes, donde després de un pasacalles por el centro de la ciudad, es quemado en la plaza de la Villa, donde se leen sus últimas voluntades con un gran espectáculo.

## Quien lo celebra
Actualmente la fiesta está coordinada y organizada por la junta de la FAC (Federación de Asociaciones para el Carnaval), que es elegida por la cincuentena de entidades de la ciudad que la forman: ABBS Teresa Carulla, AE Atalaya, Agrupación de Bailes Populares, Amigos Voramar, Anónimo Vilanoví, Asociación de los Tres Tombs, Asociación de Vecinos del Centro Vila, Asociación de Vecinos de la Collada, Asociación de Vecinos de la Geltrú, Asociación de Vecinos de la Plaza de la Sardana, Sociedad de botiflers de Vilanova, Agrupación de Bailes impopulares y poco concurridas de Vilanova, Asociación de Vecinos de San Juan, Asociación de Vecinos del Tacó, Asociación de Vecinos del Molí de Vent, Ball d'Enveja, Bordegassos de Vilanova, Can Pistraus, Can sandalia, Círcol Católico, Club Náutico Vilanova, Club Tenis Vilanova, Cofradía de Pescadores, El Guixot, El Cata, Los Borregos de Vilanova, Los Boters de Mar, Los Piratas de la Costa del Garraf, Los Poca-Soltero, Endimari, Entidad Carnavalesca Marítimos, Falcons de Vilanova, Fomento Villanovés (Foment Vilanoví), La Castaña, La Cueva, desenfreno vilanovina, La Meta , La Fundación EB Vilanova, La Gresca, La Medusa, La ñora, La Pitonga, La Puput, La Unión vilanovina, Moto Club Penya Motorista Vilanova, Olímpico FC, Orfeó Vilanoví, Peña Barcelonista Vilanova, Peña filatélica, SARC[Centre Recreatiu d'Activitats Subaquatiques], SEPC La Gavina, Sociedad Cultural y Recreativa La Gran Peña, Sociedad Sardanista Dansaires vilanovina.
Esta manera de organizar el Carnaval de Villanueva, a través de la FAC, lo convierte en el único que es organizado por la sociedad civil.